# Александрия (село)
Вижте пояснителната страница за други значения на Александрия.
Александрѝя е село в Североизточна България, община Крушари, област Добрич.

## География
Село Александрия се намира в Южна Добруджа, северно на около 35 km от областния център град Добрич и 8 km – от общинския център Крушари. На около 8 km на север и 16 km на изток от него отстоят участъци от границата с Румъния. Разположено е на територия с леко хълмист релеф.
Селото има пътна връзка чрез минаващия през него третокласен републикански път III-293 на север със село Коритен, а на юг – през общинския център Крушари и селата Свобода, Овчарово и Паскалево – с областния център Добрич.
Климатът е умерено континентален и се характеризира със слънчева, но хладна пролет, горещо лято, топла есен и студена зима.
Плодородните почви и подходящият климат в района благоприятстват развитието на земеделието и животновъдството, включително пчеларството. Последното, обаче, все по-силно страда от ежегодните пръскания на земеделските култури с препарати против вредители, които водят до отравяния на пчелните семейства .
Надморската височина в центъра на селото е около 153 м.
Землището на село Александрия граничи със землищата на: село Коритен на север; село Абрит на североизток; село Добрин на изток (участък около 0,24 km); село Полковник Дяково на югоизток; село Бистрец на югозапад; село Телериг на югозапад; село Огняново на запад; село Габер на северозапад.
Числеността на населението на село Александрия по данните от преброяванията от 1934 г. насам се променя както следва:
| \| Година на преброяване \| Численост \| \| --------------------- \| --------- \| \| 1934 \| 1100 \| \| 1946 \| 1225 \| \| 1956 \| 902 \| \| 1965 \| 695 \| \| 1975 \| 349 \| \| 1985 \| 204 \| \| 1992 \| 190 \| \| 2001 \| 139 \| \| 2011 \| 67 \| \| 2021 \| 48 \| |           |
| Година на преброяване | Численост |
| 1934 | 1100      |
| 1946 | 1225      |
| 1956 | 902       |
| 1965 | 695       |
| 1975 | 349       |
| 1985 | 204       |
| 1992 | 190       |
| 2001 | 139       |
| 2011 | 67        |
| 2021 | 48        |

Етническият състав на населението по численост и дял на етническите групи според преброяването през 2011 г. е:
| Етнически групи     | Численост | Дял (в %) |
| Общо                | 67        | 100       |
| Българи             | 64        | 95,52     |
| Турци               | 0         | 0         |
| Цигани              | ...       | ...       |
| Други               | ...       | ...       |
| Не се самоопределят | ...       | ...       |
| Не отговорили       | 0         | 0         |

## История
След Освобождението селото е в България от 1878 г. до 1913 г. и от 1940 г. По силата на Букурещкия мирен договор от 1913 г. селото остава в румънска територия. Върнато е на България по Крайовския договор от 1940 г. Старото име на селото е „Капаклии“. Преименувано е „Александрия“ с височайши доклад 9283 от 22 декември 1882 г.
Данните за историята на село Александрия – доколкото има такива, изхождат предимно от предания.
Смята се, че селото е създадено през 1878 г. от българи – преселници от село, останало в пределите на Румъния след руско–турската война 1877 – 1878 г., на мястото на дотогавашно село с турско население, изселило се в Турция след войната.
На около километър и половина северозападно от селото, в местността Текето, се намира Александрийският манастир „Свети Пророк Илия“. Предполага се, че на същото място може би е имало манастир, построен – както и много други църкви и манастири, по време на управлението на цар Иван Александър (1331 – 1371 г.) – и разрушен скоро след падането на България под османско владичество . Създаването на сегашния манастир – смятано за възстановяване на някогашния, започва през 2004 г. на мястото на старото, съществувало до средата на 20 век двуобредно светилище Мустафа Канаат – Свети Илия, известно сред местното население като „Дървеното теке“ , като със средства от дарители е построен и храмът „Свети Пророк Илия“, осветен на 22 октомври 2009 г.
До текето, а сега – до манастира, има аязмо, свързано с поверие за лечебна сила на водата му.
Паметник на загиналите от село Александрия в Междусъюзническата война и Първата и Втората световни войни е изграден до голямата чешма в източния край на селото и е открит на 3 юни 1946 г.
През 1959 г. при изграждането на малък язовир строителите се натъкват на старинни погребения с керамични съдове, монети и различни метални предмети. Находката е в землището на село Александрия, но по-близо до село Абрит. Впоследствие голяма част от този късноантичен некропол – предполагаемо единственият алански некропол в България – е унищожена при прокарването на път и подсилването на язовирната стена. През пролетта на 2008 г. община Крушари и РИМ – Добрич извършват съвместно археологическо проучване по оцелялата периферия на некропола. Разкрита е шахтова гробница от втората половина на IV век, погребения по християнски обред и гроб на жена – всичко разграбено от иманяри.
В селото има читалище с име „Втори юни – 2004 г.“ и регистрационен № 3080.
Изпълнителната власт в село Александрия към 2024 г. се упражнява от кметски наместник.

## Природни забележителности
В близост до с. Александрия на площ от 71 хектара се намира природната забележителност Александрийска гора. Тя представлява единственото естествено находище на издънкови липови насаждения в област Добрич.

## Редовни събития
В местността Текето се провежда ежегодно на 2 август  фолклорен събор за популяризиране и запазване на добруджанския фолклор с участието на танцови състави, певци и певчески групи.
При Паметника на загиналите от село Александрия във войните ежегодно на 6 септември (Ден на Съединението) се поднасят цветя и се провежда тържество.